# Johan Rudolf van Prösing
Johan Baptist Rudolf van Prösing (1675-6 april 1718) was graaf van Prösing en baron in Stein. Hij was de zoon van Wolfgang Ehrenreich van Prösing en Suzanna Eleonora van Polheim. Hij verkocht slot Wetzdorf dat sinds 1630 in familiebezit was in 1714 aan hertogin Magdalena Sophia Eleonora van Sleeswijk-Holstein.
Johan Rudolf trouwde op 20 februari 1701 met Wilhelmina Sophia Eva van Limpurg. Samen kregen zij één dochter:
- Juliana Fransisca van Prösing (1709-1775)